# 突厥文字
突厥文字（とっけつもじ）は、突厥によって古テュルク語の表記に5世紀から用いられたアルファベット。代表的なものとしてオルホン碑文に書かれたものがあるため、オルホン文字とも呼ばれる。

## 歴史

### 5世紀
5世紀に建てられたと見られる初期のものは、書く方向や符号・文字が一定しないなどの特徴が見られる。これらは古テュルク語として解読されているものでは最も古い文献である。

### 8世紀
代表的史料であるモンゴルのオルホン碑文は8世紀のもので、1889年、ニコライ・ヤドリンツェフにより発見された。これはワシリー・ラドロフによって出版され、1893年デンマークの文献学者ヴィルヘルム・トムセンによって解読された。アラム文字の系統に属し、パフラヴィー文字、ソグド文字もしくはカロシュティー文字に由来するとの説が有力である。またタムガ（中央アジアの遊牧諸民族が用いた印で、漢字に由来するとも言われる）に由来する可能性も指摘されている。オルホン碑文以前の碑文で、約150種もの記号を用いたものも発見されており、この説を補強するものとされる。オルホン碑文の段階ではすでに整った形式に従っている。
オルホン文字の史料は、東突厥（第二可汗国）の王子キュル・テギン（古テュルク語:  - Kül Tegin）とその兄王ビルゲ・カガン（古テュルク語:   - Bilgä Qaγan）を記念して732-735年の間にオルホン川沿いに建てられた2つの碑文（キュル・テギン碑文とビルゲ・カガン碑文）を合わせてホショ・ツァイダム碑文と呼ぶものの他、広い範囲から見つかっている碑文からなる。
建立年代としては720年のトニュクク碑文（暾欲谷将軍の記念)、732年のキュル・テギン碑文（キュル・テギンの記念）、735年のビルゲ・カガン碑文（ビルゲ・カガンの記念）が知られている。同じ字体はモンゴル、シベリア、東トルキスタンにも見つかっている。ホショ・ツァイダム碑文には突厥の伝説的起源と最盛期、中国への服属そしてビルゲ・カガンによる解放が描かれている。
モンゴル東部のドンゴイン・シレー遺跡でも8世紀の突厥碑文が発見されている。

### ウイグル帝国
のちにウイグル帝国でも用いられた。

### その他
またこの系統に属すと考えられる文字としてエニセイ文字（9世紀）、タラス文字（英: Talas alphabet）、ロヴァーシュ文字（古ハンガリー文字：10世紀）が、モンゴル・シベリアからバルカン半島に至る広い範囲で見つかっている。

## 分類
突厥文字の変種はモンゴル・シベリアから、遠くバルカン半島まで残されており、年代は7世紀から13世紀にまで至る。また19世紀までハンガリーで用いられたロヴァーシュ文字もこの系統に由来すると考えられる。これらの文字は次のように4つのグループに大別され、さらにいくつかに分類される。
- アジア
  - オルホン（突厥文字、5-10世紀）
  - エニセイ
  - タラス：エニセイ文字に由来し、8-10世紀に用いられた。
- ユーラシア
  - Achiktash（パミール高原、7-10世紀）
  - Isfar（タジキスタン、7-10世紀）
  - 南エニセイ（突厥、8-10世紀）
  - ドン川流域：アランとハザールによる8-10世紀のものと、ブルガールによる8-13世紀のものがある。
  - ティサ川流域（ハンガリー、8-10世紀）
- トゥラン（西トルキスタン）
- 南ヨーロッパ

なお考古学者の鳥居龍蔵により、北海道にある手宮洞窟の線刻画（いわゆる北海道異体文字）が突厥文字であるという説が出されたものの、一般には支持されていない。

## 文字表
| 用法           | 用法           | 用法                        | 文字 | 文字 | 文字転写および発音 | 文字転写および発音          | 文字転写および発音 | 文字転写および発音          |
| -------------- | -------------- | --------------------------- | ---- | ---- | ------------------ | --------------------------- | ------------------ | --------------------------- |
| 母音           | 母音           | 母音                        |      |      | A                  | A                           | /a/, /e/           | /a/, /e/                    |
| 母音           | 母音           | 母音                        |      |      | I                  | I                           | /ɯ/, /i/, /j/      | /ɯ/, /i/, /j/               |
| 母音           | 母音           | 母音                        |      |      | O                  | O                           | /u/, /o/, /w/      | /u/, /o/, /w/               |
| 母音           | 母音           | 母音                        |      |      | U                  | U                           | /ø/, /y/, /w/      | /ø/, /y/, /w/               |
| 子音           | 母音調和       | (¹) — 後母音、 (²) — 前母音 |      |      | B¹                 | /b/                         | B²                 | /b/                         |
| 子音           | 母音調和       | (¹) — 後母音、 (²) — 前母音 |      |      | D¹                 | /d/                         | D²                 | /d/                         |
| 子音           | 母音調和       | (¹) — 後母音、 (²) — 前母音 |      |      | G¹                 | /g/                         | G²                 | /g/                         |
| 子音           | 母音調和       | (¹) — 後母音、 (²) — 前母音 |      |      | L¹                 | /l/                         | L²                 | /l/                         |
| 子音           | 母音調和       | (¹) — 後母音、 (²) — 前母音 |      |      | N¹                 | /n/                         | N²                 | /n/                         |
| 子音           | 母音調和       | (¹) — 後母音、 (²) — 前母音 |      |      | R¹                 | /r/                         | R²                 | /r/                         |
| 子音           | 母音調和       | (¹) — 後母音、 (²) — 前母音 |      |      | S¹                 | /s/                         | S²                 | /s/                         |
| 子音           | 母音調和       | (¹) — 後母音、 (²) — 前母音 |      |      | T¹                 | /t/                         | T²                 | /t/                         |
| 子音           | 母音調和       | (¹) — 後母音、 (²) — 前母音 |      |      | Y¹                 | /ʤ/                         | Y²                 | /ʤ/                         |
| 子音           | 母音調和       | (¹)のみ — Q (²)のみ — K     |      |      | Q                  | /q/                         | K                  | /k/                         |
| 子音           | 母音調和       | 全母音                      |      |      | -CH                | -CH                         | /ʧ/                | /ʧ/                         |
| 子音           | 母音調和       | 全母音                      |      |      | -M                 | -M                          | /m/                | /m/                         |
| 子音           | 母音調和       | 全母音                      |      |      | -P                 | -P                          | /p/                | /p/                         |
| 子音           | 母音調和       | 全母音                      |      |      | -SH                | -SH                         | /ʃ/                | /ʃ/                         |
| 子音           | 母音調和       | 全母音                      |      |      | -Z                 | -Z                          | /z/                | /z/                         |
| 子音           | 母音調和       | 全母音                      |      |      | -NG                | -NG                         | /ŋ/                | /ŋ/                         |
| 子音           | クラスター     | + 母音                      |      |      | ICH, CHI, CH       | ICH, CHI, CH                | /iʧ/, /ʧi/, /ʧ/    | /iʧ/, /ʧi/, /ʧ/             |
| 子音           | クラスター     | + 母音                      |      |      | IQ, QI, Q          | IQ, QI, Q                   | /ɯq/, /qɯ/, /q/    | /ɯq/, /qɯ/, /q/             |
| 子音           | クラスター     | + 母音                      |      |      | OQ, UQ, QO, QU, Q  | /oq/, /uq/, /qo/, /qu/, /q/ | ÖK, ÜK, KÖ, KÜ, K  | /øk/, /yk/, /kø/, /ky/, /k/ |
| 子音           | クラスター     | + 子音                      |      |      | -NCH               | -NCH                        | /nʧ/               | /nʧ/                        |
| 子音           | クラスター     | + 子音                      |      |      | -NY                | -NY                         | /nʤ/               | /nʤ/                        |
| 子音           | クラスター     | + 子音                      |      |      | -LT                | -LT                         | /lt/, /ld/         | /lt/, /ld/                  |
| 子音           | クラスター     | + 子音                      |      |      | -NT                | -NT                         | /nt/, /nd/         | /nt/, /nd/                  |
| 単語区切り記号 | 単語区切り記号 | 単語区切り記号              |      |      | なし               | なし                        | なし               | なし                        |
| (-) — 語尾のみ |                |                             |      |      |                    |                             |                    |                             |

読みの例:
 — 「天神」（注：右横書き）
T²NGR²I — 文字転写
/teŋri/ — 発音
teñri — 現代テュルクアルファベット表記

## Unicode
Unicodeにおいては、2009年のバージョン5.2において収録された。（オレンジはエニセイ文字。緑はその他。）
| U+      | 0 | 1 | 2 | 3 | 4 | 5 | 6 | 7 | 8 | 9 | A | B | C | D | E | F |
| ------- | - | - | - | - | - | - | - | - | - | - | - | - | - | - | - | - |
| U+10C0x | 𐰀 | 𐰁 | 𐰂 | 𐰃 | 𐰄 | 𐰅 | 𐰆 | 𐰇 | 𐰈 | 𐰉 | 𐰊 | 𐰋 | 𐰌 | 𐰍 | 𐰎 | 𐰏 |
| U+10C1x | 𐰐 | 𐰑 | 𐰒 | 𐰓 | 𐰔 | 𐰕 | 𐰖 | 𐰗 | 𐰘 | 𐰙 | 𐰚 | 𐰛 | 𐰜 | 𐰝 | 𐰞 | 𐰟 |
| U+10C2x | 𐰠 | 𐰡 | 𐰢 | 𐰣 | 𐰤 | 𐰥 | 𐰦 | 𐰧 | 𐰨 | 𐰩 | 𐰪 | 𐰫 | 𐰬 | 𐰭 | 𐰮 | 𐰯 |
| U+10C3x | 𐰰 | 𐰱 | 𐰲 | 𐰳 | 𐰴 | 𐰵 | 𐰶 | 𐰷 | 𐰸 | 𐰹 | 𐰺 | 𐰻 | 𐰼 | 𐰽 | 𐰾 | 𐰿 |
| U+10C4x | 𐱀 | 𐱁 | 𐱂 | 𐱃 | 𐱄 | 𐱅 | 𐱆 | 𐱇 | 𐱈 |   |   |   |   |   |   |   |